# Mammillaria hahniana
Mammillaria hahniana es una especie perteneciente a la familia Cactaceae. Es endémico de Guanajuato, Querétaro, Tamaulipas en México. Su hábitat natural son los áridos desiertos.

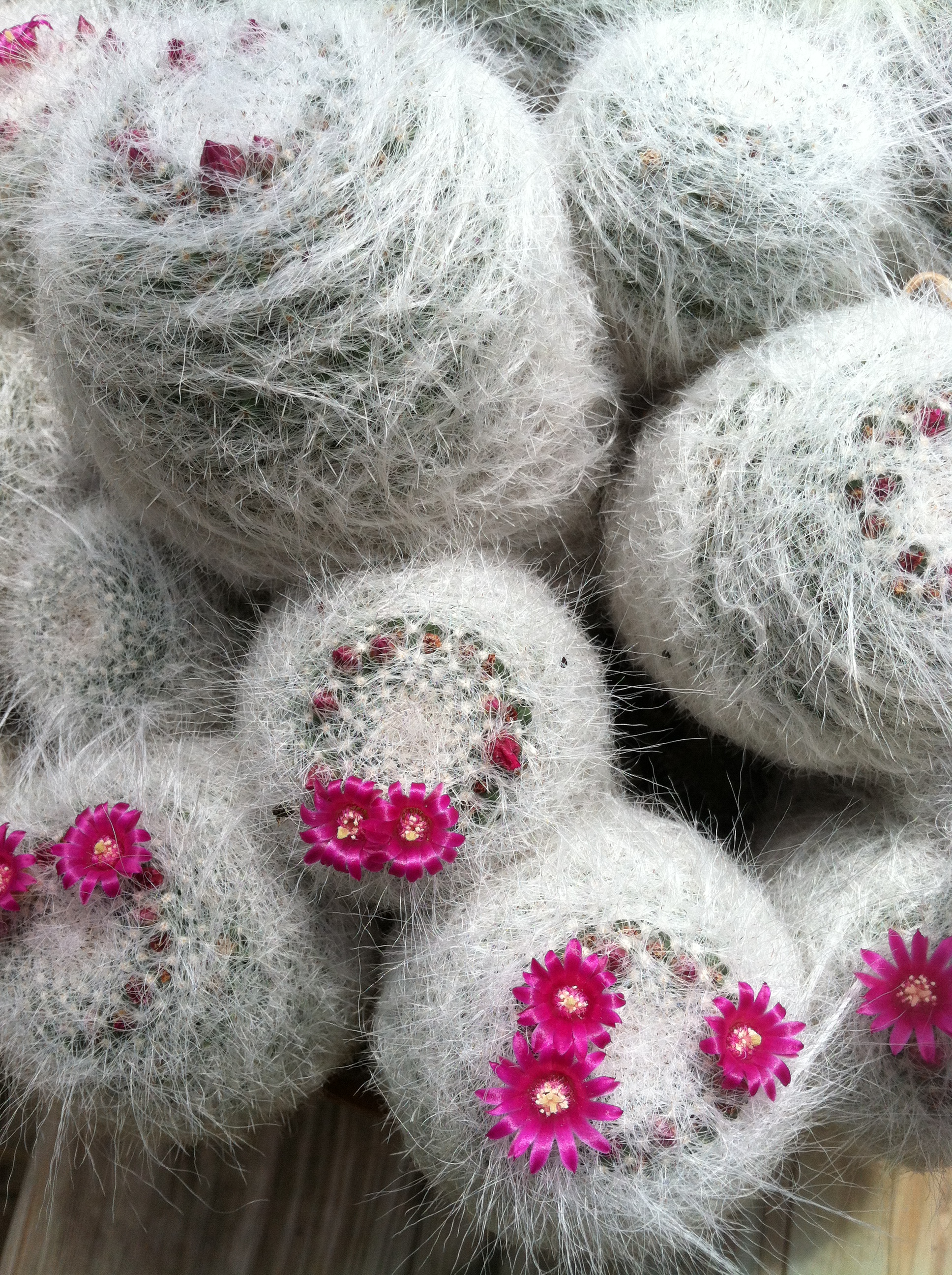
Vista de la planta

## Descripción
Es una planta perenne carnosa y globosa  de color verde pálido que brota desde la base, y forma grupos. Los tallos individuales alcanzan un tamaño de hasta 19 cm de altura y hasta 20 centímetros de diámetro y alcanzan el tamaño de un balón de futbol plantados en el suelo. Las areolas tienen forma cónica. En las axilas se encuentran hasta 20 espinas adicionales. Las 20 a 30 espinas radiales tienen 1.5 cm de largo y de pelo blanco. Las 1 a 4  espinas centrales son más cortas y blanquecinas, a veces con puntas rojizas. Las flores moradas miden hasta 2 cm de diámetro. Las frutas son también de color púrpura y tienen 7 milímetros de tamaño. Las semillas son de color marrón.

## Taxonomía
Mammillaria hahniana fue descrita por Erich Werdermann y publicado en Monatsschrift der Deutschen Kakteen-Gesellschaft, E. V., Sitz Berlin 1: 77, en el año 1929.
Etimología
Mammillaria: nombre genérico que fue descrita por vez primera por Carolus Linnaeus como Cactus mammillaris en 1753, nombre derivado del latín mammilla = tubérculo, en alusión a los tubérculos que son una de las características del género.
El epíteto de la especie hahniana fue nombrado en honor del coleccionista alemán y amante de los cactus Adolf Hahn († 1954) de Berlín.
Sinonimia
- Neomammillaria mendeliana
- Mammillaria mendeliana
- Mammillaria woodsii
- Mammillaria bravoae[4]